# Francolinus pictus
El francolín pintojo (Francolinus pictus)
 es una especie de ave galliforme
de la familia Phasianidae encontrada en el centro y sur de la India y en las tierras bajas del sureste de Sri Lanka. Son fácil de detectar por sus fuertes gritos especialmente durante la época de reproducción. Thomas C. Jerdon señaló que la especie se encuentra principalmente en la India central al sur del Narmada y al este de los Ghats occidentales, así como el Chota Nagpur y Northern Circars. Se puede confundir solamente con el francolín negro (Francolinus francolinus) con el que se superpone en parte y en ocasiones llegan a hibridarse.

## Descripción

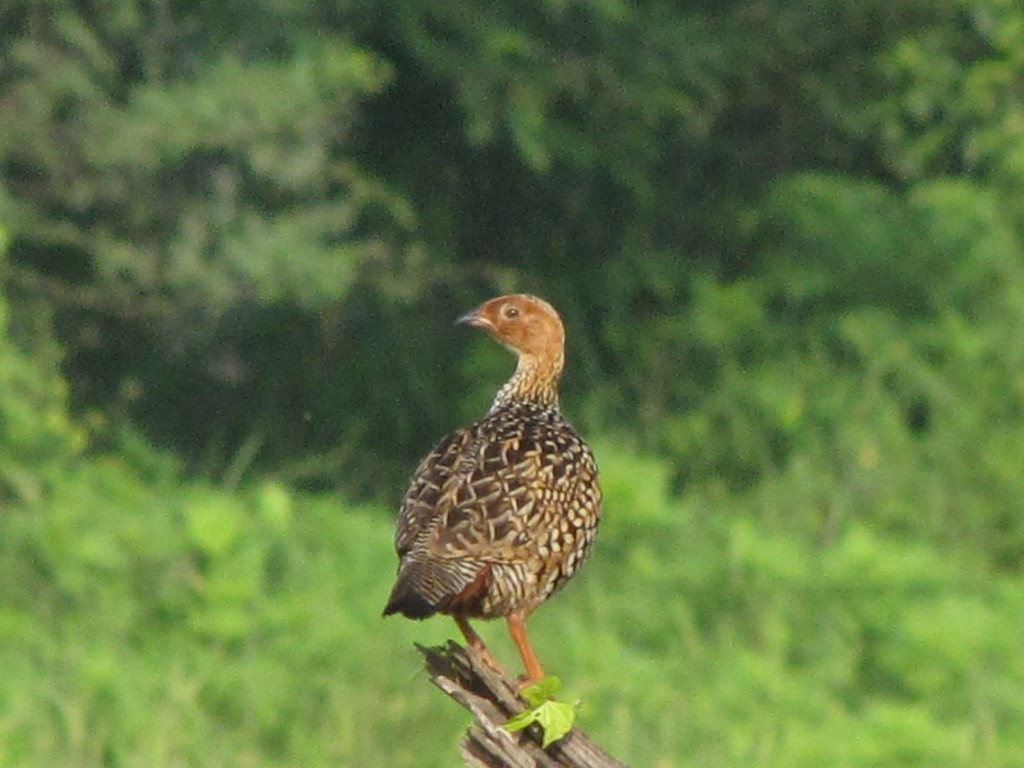
Un francolín pintojo llamando desde una rama en Pune, India.

Esta especie es endémica del subcontinente indio. Se distribuye irregularmente desde Rajastán y Uttar Pradesh hacia el sur en la India peninsular (pero no a lo largo de la costa de Malabar y es raro al sur de Coimbatore) y en Sri Lanka. La especie se hibrida con el francolín común a lo largo de su rango septentrional y parece similar a la hembra de esa especie. Tiene manchas blancas en la parte inferior y las patas son de color naranja-amarillo a rojo. Es más arbóreo en sus hábitos que el francolín negro. Las patas de ambos sexos no tienen espuelas.
La especie fue descrita por P. J. Selby basado en una muestra obtenida por su sobrino John Atherton de Bangalore (conmemorado en Nyctyornis athertoni). La localidad tipo fue designada como Bangalore aunque el ejemplar probablemente provino de más al norte.
Tres subespecies han sido descritas. La población nominal se distribuye en centro y sur de la India, al sur de 20° N, mientras que al norte se encuentra la forma pallidus (localidad tipo en Udaipur). Esta forma tiene las partes superiores más pálidas. La subespecie de Sri Lanka es denominada watsoni.
Las poblaciones cambian durante y después de los monzones y se han sabido de cazadores que capturan un gran número de casi 300 de algunas áreas.

## Distribución y hábitat
La distribución de esta especie se encuentra al sur del rango del francolín común. Se encuentra irregularmente distribuido en praderas ondulantes semisecas con matorrales o cultivos. Vive en zonas más secas que el francolín negro, pero en zonas más húmedas que el francolín gris (Francolinus pondicerianus).

## Comportamiento y ecología
No son fáciles de detectar pero se vuelven vocales durante la temporada de cría después de los monzones, de junio a octubre. La llamada la realiza en la madrugada y ha sido descrita como "chee-kee-kerray- Chee-kee-kerray" que es contestada por otras aves en las proximidades. Por lo general se ve llamando desde una posición elevada, como un montículo, arbusto o el tocón de un árbol. Durante la temporada no reproductiva, pueden llamar al atardecer. El nido consiste en una raspadura en el suelo. Seis o siete huevos blancos ahumados son puestos.
Se alimentan de semillas de gramíneas, así como de granos de arroz cultivado. También come escarabajos y otros insectos. También se alimentan de las raíces tuberosas de Cyperus rotundus.